# Zouteveen

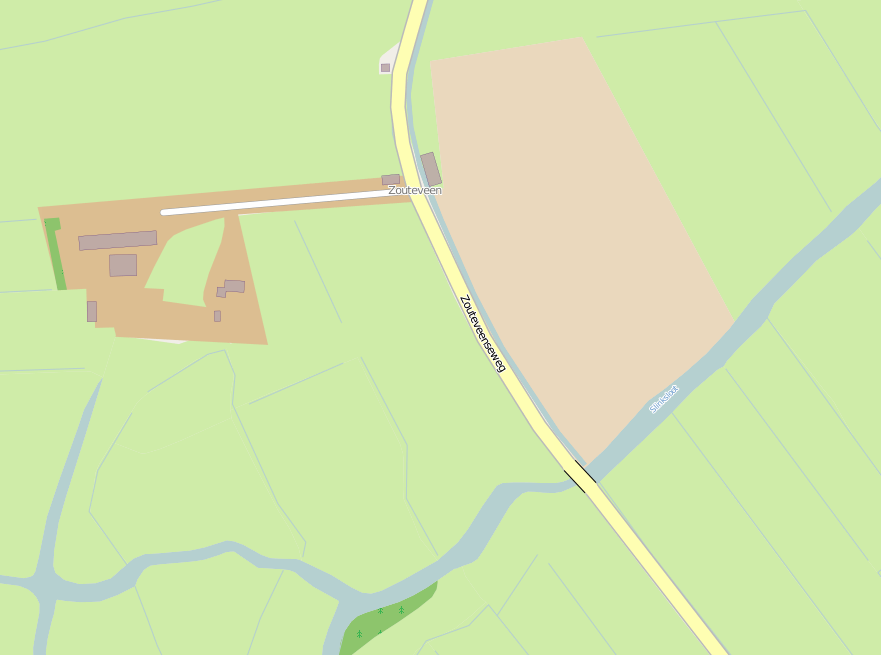
Plattegrond van deze plaats

Zouteveen is een voormalige gemeente in de gemeente Midden-Delfland, in de Nederlandse provincie Zuid-Holland. Het ligt in het zuiden van de gemeente tussen Negenhuizen en Vlaardingen, rond het huidige buurtschapje De Kapel en de Zouteveense polder. Zouteveen valt voor de postadressen onder Schipluiden.

## Naam
De naam Zouteveen, vroeger Souteveen, kan worden verklaard uit het feit dat er in het gebied waarin dit voormalige gehucht lag, een zoute kwel was, evenals in de nabij gelegen Foppenpolder nu nog het geval is.

## Wapen
Het wapen van de voormalige gemeente is afgeleid van die van de heerlijkheid Souteveen.
Gevierendeeld, het eerste en vierde van goud beladen met een roode band, waarop 3 gouden sterren; het tweede en derde mede van goud, elk beladen met roode banden

## Geschiedenis
In 1282 werden Zouteveen en De Lier losgemaakt van het bezit van de graven van Holland. Zouteveen werd een ambachtsheerlijkheid. Later werd Zouteveen een gemeente. Deze bestond uit twee afzonderlijke delen. Het kleinste lag in de Holierhoekse polder aan de Vlaardingervaart dicht bij Vlaardingen. Hier bevond zich sinds eind zeventiende eeuw de rooms-katholieke kerk van Vlaardingen. Thans ligt hier de begraafplaats Emaus.
Het andere, grootste deel, lag in de Zouteveense polder en grensde ten noorden aan de gemeente Sint Maartensregt, daarvan gescheiden door de Noordmolensloot. Ten westen vormde Vlaardingervaart de scheiding met Maasland. Ten westen grensde Zouteveen aan de gemeenten Hof van Delft en Kethel. Ten zuiden vormde de Zwet de grens met Vlaardingerambacht en Kethel.
In 1855 werd de gemeente Zouteveen opgeheven en toegevoegd aan Vlaardingerambacht. Vlaardingerambacht werd op zijn beurt in 1941 opgeheven en verdeeld onder Schipluiden en Vlaardingen. Zouteveen kwam deels bij Schipluiden, deels bij Vlaardingen.
In september 2007 vierden de bewoners het 725-jarig bestaan van de voormalige gemeente Zouteveen.

## Zie ook

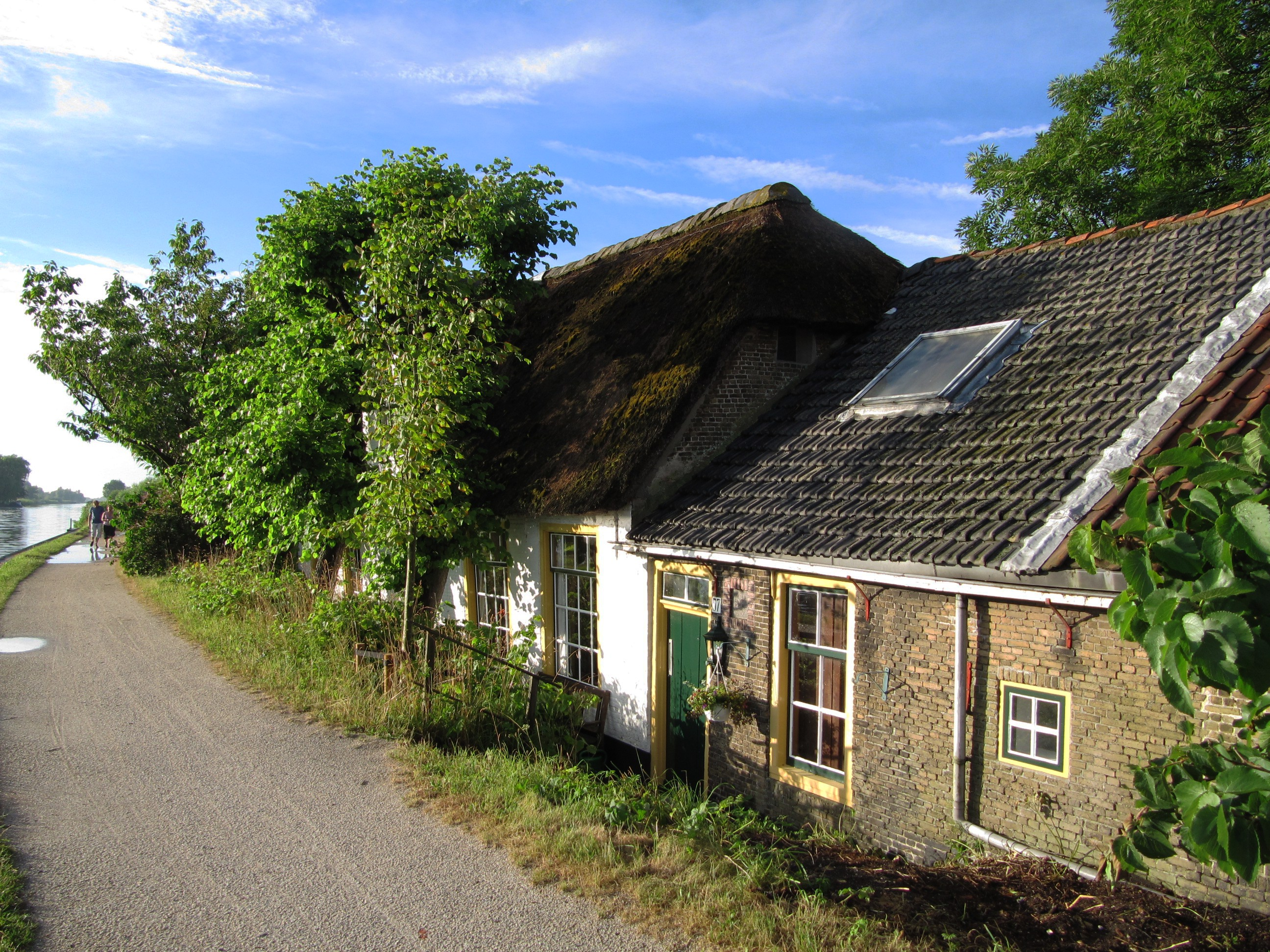
't Schouw of Rechthuis van Zouteveen aan de Vlaardingsevaart